# 灵山寺 (玉环)
28°14′47″N 121°18′59″E / 28.24649°N 121.31648°E
灵山寺，原名灵山院，又名灵山禅寺、灵山寿圣寺，是一处位于中国浙江省玉环市楚门镇的寺庙，地处东西村灵山（又名凤凰山）南麓，始建于唐咸通年间。该寺的名字来源于唐懿宗之赐名“灵山寿圣寺”，宋神宗亦赐“灵山寿圣寺”匾额。明时还曾列玉环十大寺院之冠。文化大革命期间被破坏后，于1989年重建。寺内的灵山井为玉环市文物保护单位。

## 历史
灵山寺始建于唐咸通年间（860－873年）。相传，僧人启爽在当地的灵山（又名凤凰山）诵经时，闻见南方惊涛拍岸，似钟磬之声，便要在此建寺，以向龙王祈求不使潮水涨没滩涂，果然灵验。唐懿宗得知此事后，赐名该寺庙为“灵山寿圣寺”。此后，历朝历代都有关于灵山寺的奇闻。后晋天福年间，当地僧人自行筑堤围海成田，至北宋熙宁元年（1068年）已围田7顷。寺院规模也逐步扩大，《钱溪赵氏宗谱》中记载：“北宋初，灵山寺已会上大乘之典，佛寺甚盛”。宋神宗听闻后，于赐“灵山寿圣寺”匾额，并拨库银以进行扩建。但到元至治二年（1322年）时，寺院不幸毁于火灾，使“金碧之区，悉化为烬”。
至顺元年到至正二十四年（1330－1364年），寺僧一濂、惠宜等人化缘筹款，重建灵山寺。据《乐清县志》及当地口头流传，僧人从芙蓉山购得巨木，置于渡口，一日忽然风雨暴作，木头顺水漂流，越洋过江，竟直抵寺前山下，且一棵未少。灵山寺也逐渐发展起来。明代高潮时期，灵山寺甚至位列“玉环十大寺院”之首，亦成为浙南有名的弘法道场。清乾隆年间再次重建，据说乾隆帝视察民情曾到此过，要朝拜灵山寺，向一牧童（传说中为太白金星所化）问路，牧童说了一首当地的顺口溜，讲了附近的一些景点，但乾隆皇帝误以为路还很远，便离开了。
至民国时期寺院常住僧众仍有40多人。1942年，日军发动浙赣战役，并相继攻占浙江多地。是年5月，日军登陆坎门，直接威胁玉环，县政府一度搬到灵山寺办公。文化大革命期间，寺院遭到严重破坏；之后又被拆毁，仅存基址。1989年，灵山寺第三次重建。

## 现状

### 概况
灵山寺占地面积7900平方米，现建有大雄宝殿、天王殿、藏经楼、三圣殿、地藏殿、念经堂、千佛楼及两边厢房阁楼等；寺前也有三板桥、石牌坊、七枝塔、卷洞桥、十八踏、石狮子、擂鼓门、九株樟等诸多文物古迹。

### 古井
灵山井为宋代重建灵山寺时挖掘筑成，现位于灵山寺天王殿前西南方向约50米处。灵山井深约5.5米由块石叠砌，整体磨擦痕迹明显；外廓下宽上敛，以整石打造，厚薄不均；井口外方内圆；附近地面由水泥浇筑。目前，灵山井仍被灵山寺僧人使用。灵山井于1986年3月9日被玉环县人民政府公布为第二批玉环县文物保护单位，并被确定为古建筑。